# Егосфени

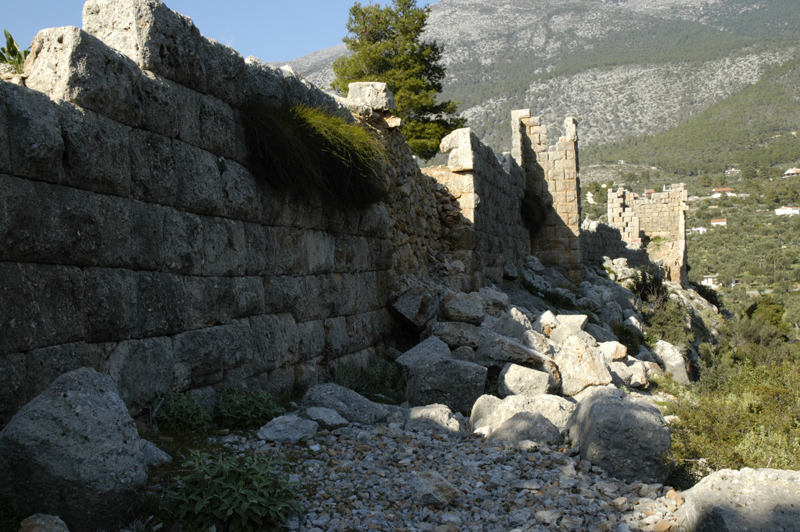
Східний мур цитаделі Егосфен

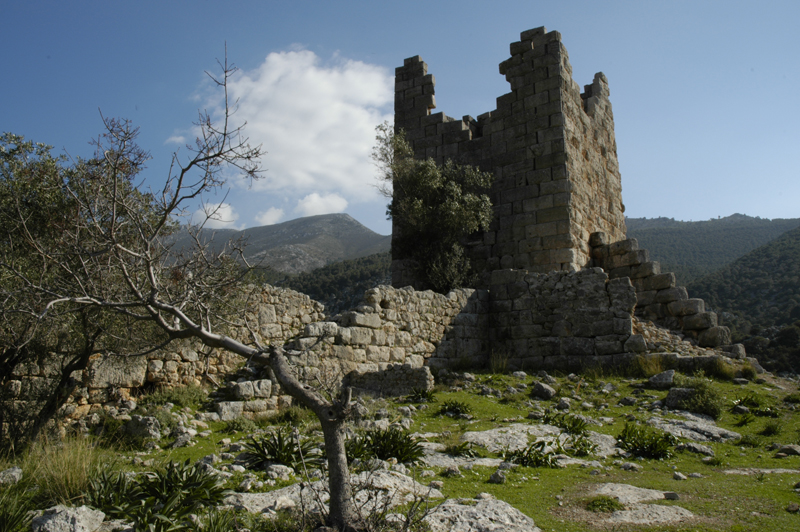
Південно-східна вежа цитаделі

Егосфени (дав.-гр. Αἰγόστενα) — стародавнє місто і порт на узбережжі Коринфської затоки в області Мегарида (Греція). Здавна тут вшановували божество, чиїм символом була коза (грец. αίξ) — звідси, можливо, й виникла назва міста. Відомими на всю Грецію Егсофени стали завдяки святилищу, присвяченому герою і провіснику Меламподу.
У IX ст. до н. е. Егосфени були приєднані до Мегар, які використовували місцеву гавань для транзитної торгівлі — разом із власне мегарським портом Нісеєю у Саронічній затоці.

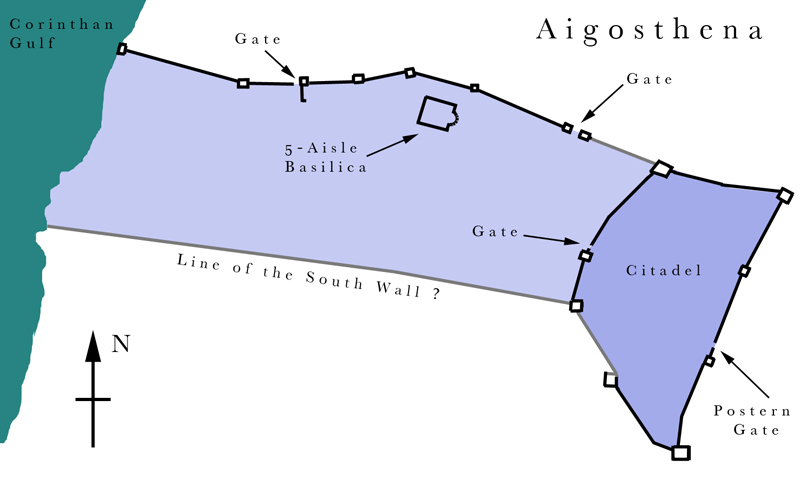
План Егосфен

Після битви при Левктрах (371 р. до н. е.) і встановлення гегемонії Фів, Егосфени, розташовані біля кордону з Беотією, були обнесені міцними мурами, оскільки мегарці остерігалися, що сусіди спробують приєднати місто до своїх володінь.
У 338 р. до н. е. разом із усією Мегаридою потрапили під македонську владу. Деметрій Поліоркет, який зруйнував міські мури Мегар, Егосфени, навпаки, розбудував, перетворивши місто на майже неприступну фортецю, що значною мірою збереглася до наших днів. Вежу цитаделі і досі вважають найвищою із цивільних споруд, що залишилися від античної доби у Греції.
У 243 р. до н. е. Егосфени потрапили до складу Ахейського союзу, у 223 р. до н. е. таки були приєднані до Беотії, проте у 192 р. до н. е. були «звільнені» римлянами, а у 146 р. до н. е. приєднані до римських володінь. За доби імперії місто пережило справжній розквіт, проте згодом занепало. Фортецю з часом перетворили на монастир, залишки збудованої тоді базиліки і зараз вражають своїми розмірами — особливо в порівнянні із збудованою серед них візантійською церквою.